# Verfassungsschutz
Der Begriff Verfassungsschutz bezeichnet im weiten Sinne alle Maßnahmen zur Festigung und Verteidigung der Verfassung gegen Aufstände und Revolutionen sowie andere verfassungsfeindliche Angriffe und verfassungsgefährdende Störungen. Er besteht aus repressiven Abwehrmaßnahmen gegen unmittelbar drohende oder bereits begonnene verfassungsfeindliche Tätigkeiten, andererseits aus präventiven Maßnahmen gegen künftige verfassungsfeindliche Angriffe. Unter Verfassungsschutz im engeren Sinne versteht man Maßnahmen zur Erforschung verfassungsfeindlicher Bestrebungen. Verfassungsschutz ist ein Element der wehrhaften Demokratie. Sammel- und Überbegriff ist der Staatsschutz. In Deutschland existieren dazu als Inlandsnachrichtendienste das Bundesamt für Verfassungsschutz (BfV), der Militärische Abschirmdienst (MAD) und die Landesbehörden für Verfassungsschutz (LfV).
In Österreich wird der Begriff im administrativen Sinne verwendet, in der Schweiz ist Staatsschutz synonym.

## Deutschland

### Rechtsgrundlagen
Verfassungsschutz ist in Deutschland der Schutz der freiheitlichen demokratischen Grundordnung, des Bestandes und der Sicherheit des Bundes oder eines Landes gemäß Art. 73 Nr. 10 b) Grundgesetz. Nach der jüngsten Rechtsprechung im NPD-Urteil 2017 des Bundesverfassungsgerichtes (BVerfG) sind dies die Menschenwürde, das Demokratieprinzip und die Rechtsstaatlichkeit. Eine weitergehende Legaldefinition enthält § 4 Absatz 2 Bundesverfassungsschutzgesetz (BVerfSchG), welche auf dem Verbotsurteil der Sozialistischen Reichspartei des BVerfG beruht. Eine entsprechende Aufzählung findet sich bis auf die letzte Ziffer auch in § 92 Abs. 2 StGB für das politische Strafrecht.

### Verfassungsschutzbehörden
Verfassungsschutzbehörden im engeren Sinne sind:
- Bundesamt für Verfassungsschutz (BfV),
- Bundesamt für den Militärischen Abschirmdienst (BAMAD) mit nachgeordneten Dienststellen (zusammen Militärischer Abschirmdienst, MAD) als Verfassungsschutzbehörde für den Geschäftsbereich des Bundesministeriums für Verteidigung (BMVg)
- 16 Landesbehörden für Verfassungsschutz (LfV) (nachrichtendienstlicher Verfassungsschutz) der Bundesländer

Verfassungsschutzbehörden im weiteren Sinne sind:
- andere Bundesbehörden oder Landesbehörden, die die freiheitliche demokratische Grundordnung schützen (z. B. durch ein Vereinsverbot des Bundesministers des Innern und für Heimat bzw. des jeweiligen Landesinnenministers oder durch ein Parteiverbot des Bundesverfassungsgerichtes).
- die Bundeszentrale für politische Bildung und die entsprechenden Landeszentralen tragen zum „präventiven Verfassungsschutz“ bei, indem sie durch Maßnahmen der politischen Bildung Verständnis für politische Sachverhalte fördern, das demokratische Bewusstsein festigen und die Bereitschaft zur politischen Mitarbeit stärken.

### Aufgaben
Gemäß § 3 i. V. m. § 4 des BVerfSchG besteht die Aufgabe der Verfassungsbehörden in der Sammlung und Auswertung von Informationen über Bestrebungen gegen die freiheitliche demokratische Grundordnung (insbesondere Menschenwürde, Demokratie, Rechtsstaatlichkeit), den Bestand (Aufhebung der Freiheit von fremder Herrschaft, Beseitigung der staatlichen Einheit, Gebietsabtrennungen) oder die Sicherheit (erhebliche Funktionsbeeinträchtigung) des Bundes oder eines Landes, sicherheitsgefährdende oder geheimdienstliche Tätigkeiten, Bestrebungen, die auswärtige Belange Deutschlands gefährden oder die gegen die Völkerverständigung oder das friedliche Zusammenleben der Völker gerichtet sind. Des Weiteren wirken sie beim personellen und materiellen Geheimschutz mit.
Die Verfassungsschutzbehörden leisten die Vorfeldaufklärung. Die politische Ebene entscheidet dann über Folgemaßnahmen wie ein Vereinsverbot nach § 3 Vereinsgesetz oder ein Parteiverbot nach Art. 21 Abs. 2 GG i. V. m. § 13 Nummer 2 und §§ 43 ff. Bundesverfassungsgerichtsgesetz. Neben der klassischen Verfassungsschutzarbeit beschäftigen sich die Verfassungsschutzbehörden in enger Zusammenarbeit mit der Polizei, aber streng getrennt mit der Spionageabwehr und der Bekämpfung des inländischen wie internationalen Terrorismus.

## Österreich
In Österreich existieren als administrativer Verfassungsschutz:
- die Direktion Staatsschutz und Nachrichtendienst (DSN) sowie
- die neun Landesämter für Verfassungsschutz und Terrorismusbekämpfung (LVT) in den Bundesländern.

### Deutschland
- Mathias Brodkorb: Gesinnungspolizei im Rechtsstaat?: Der Verfassungsschutz als Erfüllungsgehilfe der Politik. Sechs Fallstudien. Zu Klampen Verlag, Springe 2024. ISBN 978-3987370168.
- Thomas Grumke, Rudolf van Hüllen: Der Verfassungsschutz. Grundlagen, Gegenwart, Perspektiven. Verlag Barbara Budrich, Opladen 2016, ISBN 978-3-8474-0694-5
- Cornelia Kerth, Martin Kutscha (Hrsg.): Was heißt hier eigentlich Verfassungsschutz? Ein Geheimdienst und seine Praxis, Papyrossa, Köln 2020, ISBN 978-3-89438-729-7.
- Claus Leggewie, Horst Meier: Nach dem Verfassungsschutz. Plädoyer für eine neue Sicherheitsarchitektur der Berliner Republik. Archiv der Jugendkulturen-Verlag, Berlin 2012.
- Horst Meier: Wozu eigentlich noch Verfassungsschutz? In: Merkur 777 (Februar 2014), S. 97–109.
- Dietrich Murswiek: Verfassungsschutz und Demokratie. Voraussetzungen und Grenzen für die Einwirkung der Verfassungsschutzbehörden auf die demokratische Willensbildung. Duncker & Humblot, Berlin 2020, ISBN 978-3-428-15922-2.
- Reinhard Scholzen:, 2002: Hüter der Verfassung oder Schlapphüte? Die Arbeit des Bundesamtes für Verfassungsschutz im Spannungsfeld zwischen steigenden Aufgaben und sinkenden Ressourcen. In: Die Polizei. 3, S. 70–75.
- Florian Weber, 2005: Verfassungsschutz als Demokratiefürsorge? Zur Theorie eines Verfassungswächters bei Fichte, Sieyès und Constant. In: Der Staat. 44, S. 112–137.